# Wurati

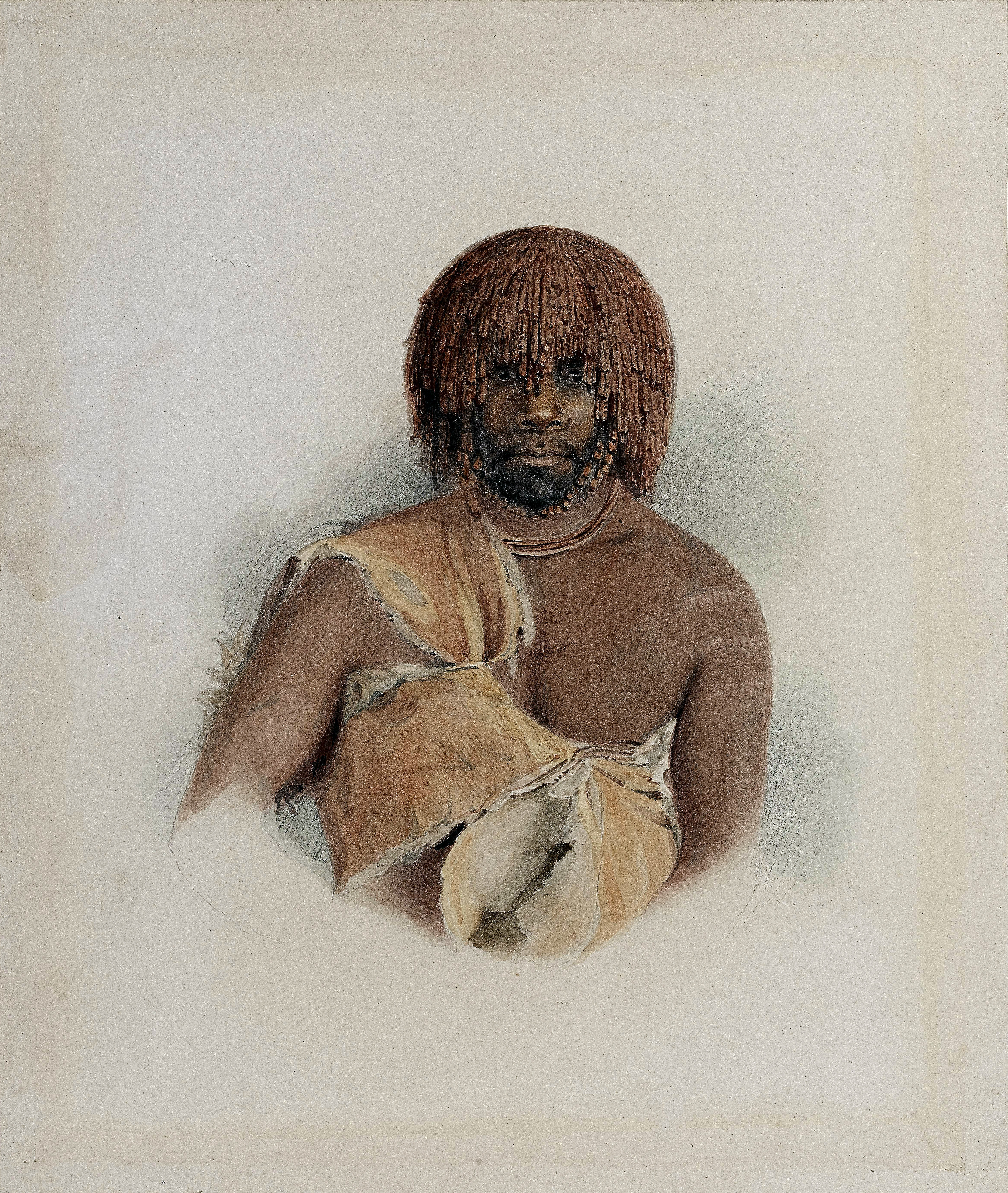

Wurati, aussi appelé Worrady, Woorrady, Wourredy ou Mutteellee (en palawa kani : Wurati), né aux alentours de 1792 et mort en 1842, était un chef tribal et guerrier aborigène tasmanien originaire de l'île Bruny dans le sud de la Tasmanie, membre du clan des Nuenone et époux de Truganini,. Il rejoint l'expédition de Robinson en tant que guide 1829, avec sa femme Trukanini. Il accompagna Robinson à Victoria en 1839 et lors du voyage de retour de l'archipel Furneaux. 
Il fut notamment surnommé « le Docteur », et renommé Count Alpha par Robinson en 1836. 
Wurati était un sujet de prédilection chez les colons car son image avait été esquissée, peinte, moulée en plâtre et redessinée par de nombreux artistes.

## Histoire
Lorsque George Augustus Robinson fut nommé conciliateur des Aborigènes de Van Diemen’s Land (surnom de la Tasmanie) en 1830, il avait pour tâche de persuader tous les Aborigènes restés dans le pays de cesser de résister à la colonisation européenne. Les relations euro-autochtones étant ouvertement hostiles à l'époque, cette tâche était pratiquement impossible sans l'aide de ces guides autochtones. Wurati et Trukanini étaient les compagnons de Robinson dans cet effort de « conciliation » qui — à leur insu à l’époque —, entraînerait la mort de nombreux membres de leur peuple et, finalement, la décimation de leur population.
En 1831, Worrady raconta qu'ils entreprendraient de longs et périlleux voyages, dans des îles aussi éloignées que Eddystone Rock et Pedra Branca, jusqu'à 25 km au large des côtes, affirmant que « leurs catamarans étaient de la taille d'un baleinier, transportant sept ou huit personnes, leurs chiens et leurs lances ; les hommes s'asseyant assis devant et les femmes derrière ».
Les notes écrites de Robinson indiquent que Wurati était nerveux lorsqu'il rencontrait de nouveaux membres d'autres clans et qu'il craignait souvent d'être tué par leurs lances.
Wurati raconta à Robinson que son père avait vu le capitaine James Cook atterrir sur la baie de l'Aventure sur l'île Bruny, et se souvenait avoir vu, à l'âge de onze ans, l'un des deux navires qui naviguaient le long du Derwent pour constituer la première colonie à Risdon Cove.

## Statut social
Le titre de chef  qu'avait acquis Wurati était plus atteignable par les prouesses accomplies dans la chasse et au combat que par un droit d'héritage. Wurati était notamment un bon chasseur et constructeur de bateaux.

## Mort
Wurati meurt de vieillesse le 7 juillet 1842, à l'âge de 48 ans environ. Il est enterré à Big Green Island, au large de la côte ouest de l'île Flinders.
1. ↑  (en) Christopher D. Berk, « Palawa Kani and the Value of Language in Aboriginal Tasmania », Oceania, vol. 87, no 1,‎ 2017, p. 2–20 (ISSN 1834-4461, DOI 10.1002/ocea.5148, lire en ligne, consulté le 8 août 2019)
2. 1 2 3 4  (en) Vivienne Rae-Ellis, Black Robinson : Protector of Aborigines, Carlton South, Vic., Melbourne University Publish, 1996 (ISBN 978-0-522-84744-4, lire en ligne)
3. 1 2 3 4 5 6 7 8 9 10 11  (en) shecanip, « Woorrady - Telling Places in Country (TPIC) », sur Telling Places in Country (TPIC) - University of Tasmania, Australia, 27 mai 2011 (consulté le 8 août 2019)
4. 1 2 3 4  (en) « Woureddy (Wurati) – an Aboriginal chief of Van Diemen’s Land », sur shapingtasmania.tmag.tas.gov.au (consulté le 8 août 2019)
5. ↑  Antje Kühnast, The Utilization of Truganini's Human Remains in Colonial Tasmania, June 2012 https://repository.upenn.edu/cgi/viewcontent.cgi?article=1833&context=han
6. ↑  (en-GB) « Woreddy (aka Woureddy or Woorrady) », sur British Museum (consulté le 8 août 2019)
7. ↑  Betty Hiatt, « The Food Quest and the Economy of the Tasmanian Aborigines », Oceania, vol. 38, no 2,‎ 1967, p. 99–133 (ISSN 0029-8077, lire en ligne, consulté le 8 août 2019)
8. ↑  (en) Françoise Kral, Critical Identities in Contemporary Anglophone Diasporic Literature, Springer, 25 juin 2009, 189 p. (ISBN 978-0-230-24442-9, lire en ligne)
9. 1 2  G. A. Robinson : Aboriginal Rafts, Northern Tasmania, 1831. https://www.surfresearch.com.au/1831_Robinson_Rafts_Nth_Tasmania.html